# Нсоко (аеродром)
Аеродро́м «Нсоко» (англ. Airport Nsoko) — аеродром Свазіленду, розташований поряд з містечком Нсоко.